# Chitinosiphon doellingerae
Chitinosiphon doellingerae är en insektsart. Chitinosiphon doellingerae ingår i släktet Chitinosiphon och familjen långrörsbladlöss. Inga underarter finns listade i Catalogue of Life.